# Чед Гейбл
Чарльз Беттс (англ. Charles Betts, род. 8 марта 1986, Миннеаполис, Миннесота) — американский рестлер и бывший борец. В настоящее время он выступает в WWE на бренде Raw под именами Чед Гейбл (англ. Chad Gable) и Эль Гранде Американо (англ. El Grande Americano). Он четырёхкратный командный чемпион в WWE.
Беттс — выдающийся борец, выступавший на летних Олимпийских играх 2012 года в Лондоне, подписал контракт с WWE в конце 2013 года и прошел обучение, после чего был направлен в NXT. Специалист по командному рестлингу, он выиграл титул командного чемпиона NXT со своим партнером Джейсоном Джорданом, после чего был вызван в основной ростер в 2016 году, где они выиграли титул командного чемпиона SmackDown, а затем расформировались в середине 2017 года. Он создал команду с Шелтоном Бенджамином, после чего был переведен на Raw и впоследствии создал команду с Бобби Рудом, выиграв с ним титул командного чемпиона Raw в декабре 2018 года. Благодаря этому Гейбл стал вторым человеком (после своего бывшего партнера по команде Джейсона Джордана), который владел командным чемпионством в NXT, Raw и SmackDown.

## Ранняя жизнь
Чарльз Беттс родился в Сент-Майкле, Миннесота. Он окончил Северный Мичиганский университет. В октябре 2021 года он получил степень магистра в Университете Полных Парусов.

## Карьера в борьбе
Беттс был чемпионом штата Миннесота в средней школе. Он победил Джордана Холма со счетом 2:0 в финале отбора на летние Олимпийских играх 2012 года в категории 84 кг. Он прошел на летние Олимпийские игры 2012 года, где выступал в соревнованиях по греко-римской борьбе в категории 84 кг. В квалификационном раунде он победил Кейтани Грэма из Федеративных Штатов Микронезии. В следующем раунде его выбил из соревнований Пабло Шори из Кубы, Беттс проиграл со счетом 3:0.

## Карьера в рестлинге

### WWE

#### «Альфа-академия» (2020—2024)
В 2020 году Гейбл объединился в команду под названием «Альфа-академия» с Отисом. В реальной жизни они являются давними друзьями, их дружба началась в 2011 году, когда они вместе готовились к Олимпийским играм в Колорадо-Спрингс. Сейчас они живут на одной улице.
На эпизоде Raw от 10 января 2022 года «Альфа-академия» победила RK-Bro (Рэнди Ортон и Риддл) и завоевала титул командных чемпионов WWE Raw. В эпизоде Raw от 7 марта 2022 года «Альфа-академия» проиграли титулы обратно RK-Bro, завершив их 55-дневное чемпионство.

## Личная жизнь
19 июня 2011 года Беттс женился на Кристи Оливер, с которой встречался девять лет. У пары трое совместных детей.
Беттс является членом племени команчей.

## Титулы и достижения

### Борьба
- Средняя школа
  - Чемпион штата Миннесота по борьбе (2004)[3]
  - 4-е место на чемпионате штата Миннесота по борьбе (2003)[12]
- Международные медали
  - Серебряная медаль Всемирных студенческих игр (2006)
  - Золотая медаль Панамериканского чемпионата (2012)
  - Серебряная медаль международного турнира Гедза (2012)
  - Серебряная медаль Панамериканского олимпийского отборочного турнира (2012)
  - Бронзовая медаль Кубка Гранма (2012)
  - Международная золотая медаль памяти Дэйва Шульца (2012)
- Олимпийские игры
  - Победитель отбора (2012)

### Рестлинг
- Pro Wrestling Illustrated
  - № 83 в топ 500 рестлеров в рейтинге PWI 500 в 2019[13]
- Rolling Stone
  - Самый перспективный молодой человек года (2017)[14]
- Wrestling Observer Newsletter
  - Новичок года (2015)[15]
  - Самый недооцененный (2019, 2023)
  - Худший образ (2019) Коротышка Джи
- WWE
  - Командный чемпион NXT (1 раз) — с Джейсоном Джорданом[16]
  - Командный чемпион WWE Raw (2 раза) — с Бобби Рудом, с Отисом[17]
  - Командный чемпион WWE SmackDown (1 раз) — с Джейсоном Джорданом[18]